# Хагенбух (Цюрих)
Хагенбух (нем. Hagenbuch ZH) — коммуна в Швейцарии, в кантоне Цюрих.
Входит в состав округа Винтертур. Население составляет 1115 человек (на 31 декабря 2007 года). Официальный код — 0220.